# Perithous scurra
Perithous scurra is een vliesvleugelig insect uit de familie van de gewone sluipwespen (Ichneumonidae). De wetenschappelijke naam van de soort is voor het eerst geldig gepubliceerd in 1804 door Panzer.

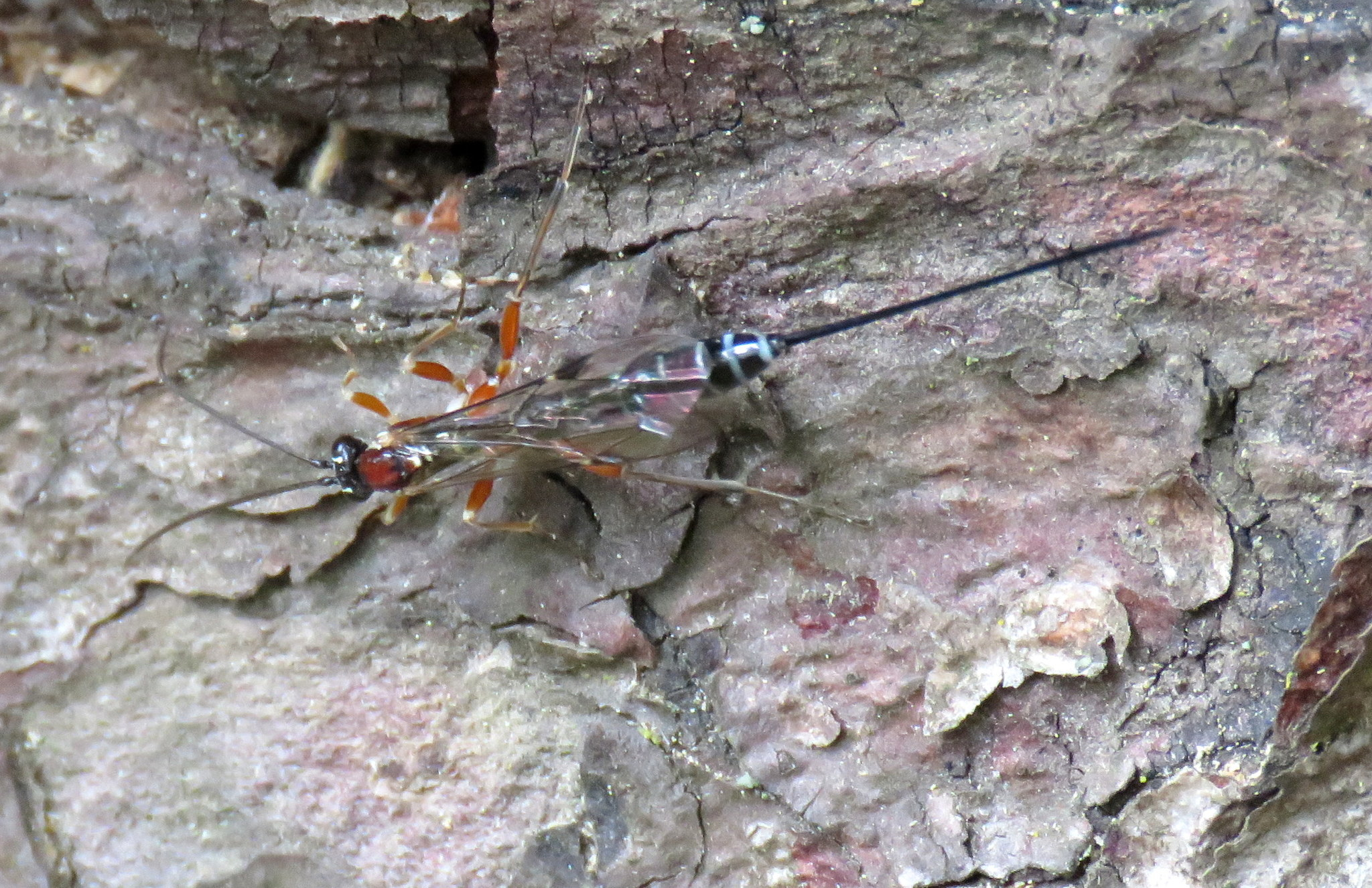
P. scurra neomexicanus
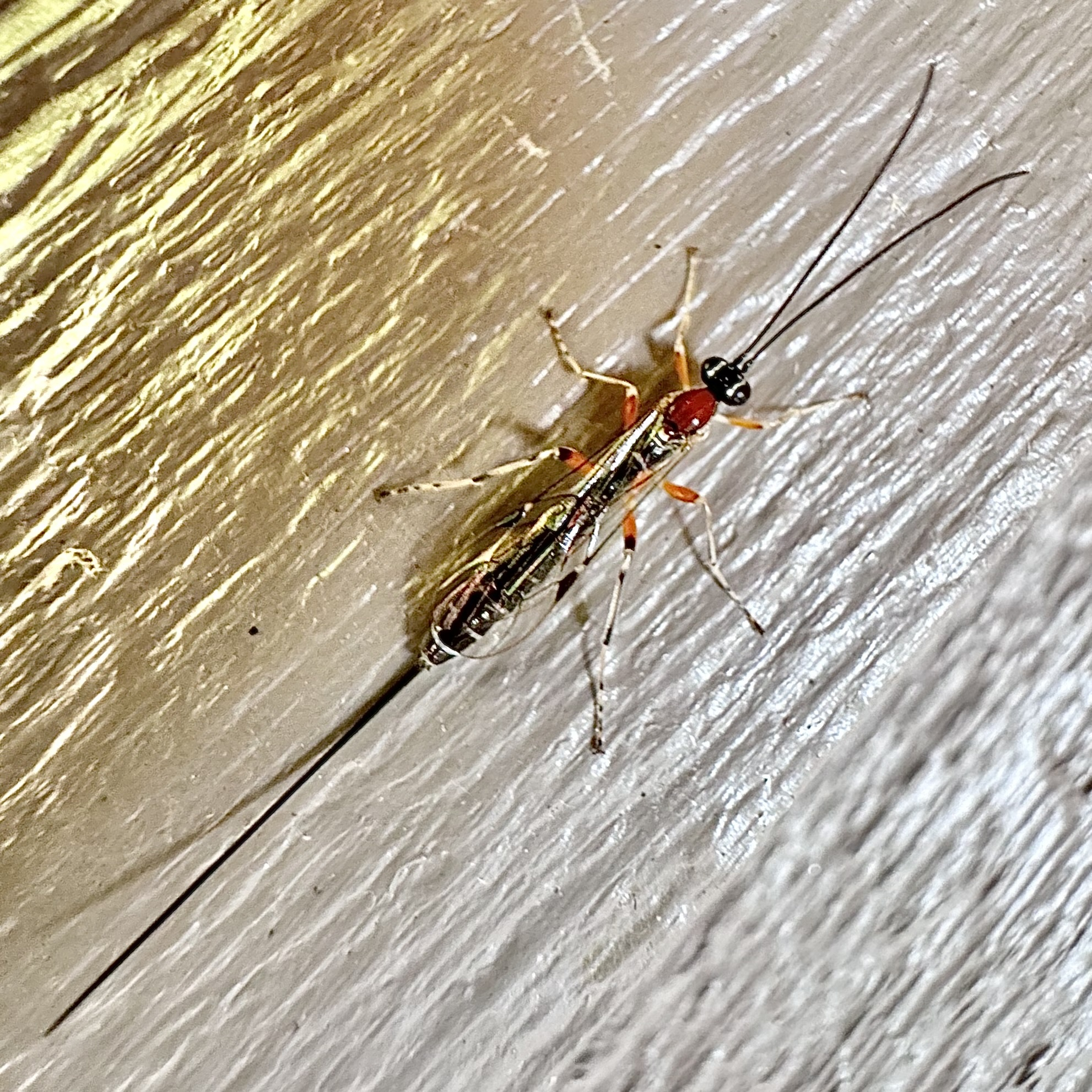
P. scurra pleuralis
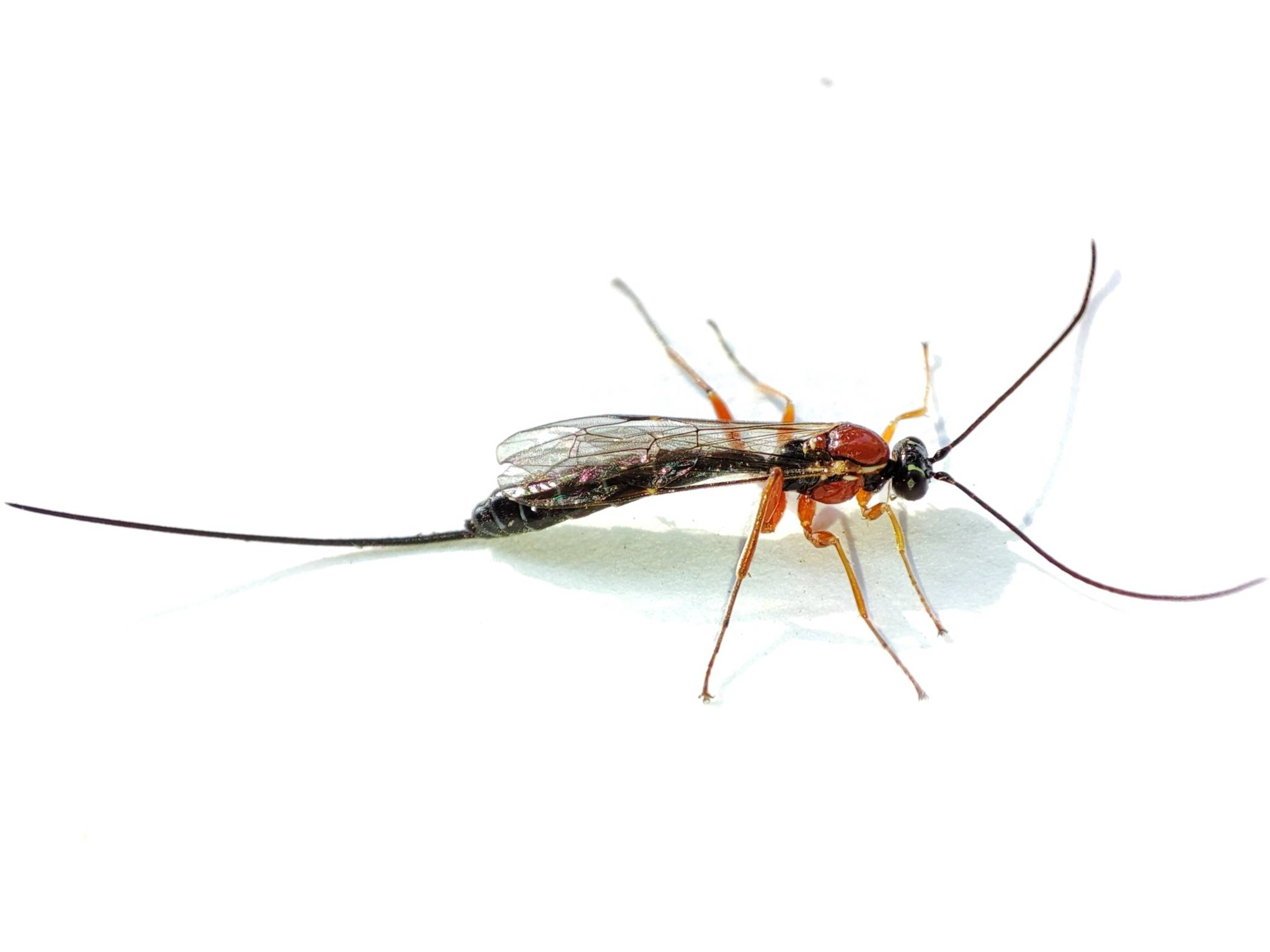
P. scurra scurra